# Wietkiekenberg
Der Wietkiekenberg (niederdeutsch wiet kieken = weit gucken/sehen; oft auch Wietkikenberg) ist mit 124,7 m ü. NHN die höchste Erhebung der Zauche, einer weichselglazialen Hochfläche im Brandenburger Landkreis Potsdam-Mittelmark (Deutschland). Der Berg liegt im Ortsteil Ferch der Gemeinde Schwielowsee im Landschaftsschutzgebiet Potsdamer Wald- und Seengebiet zwischen dem Schwielowsee und den Lienewitzer Seen. Auf dem Gipfel stand früher ein 30 Meter hoher Feuerwachturm. Er wurde 2012 durch einen 55 Meter hohen Antennenmast mit nachträglich angebauter Aussichtsplattform ersetzt.

## Geologie und Forstwirtschaft
Der Wietkiekenberg liegt im nordöstlichen Endmoränenzug der Zauche, die vor rund 20.000 Jahren während der Weichseleiszeit entstand, als das Inlandeis auf der Zauche seine maximale Ausdehnung nach Süden erreichte. Dem Endmoränenzug südlich vorgelagert bildete sich einer der größten Sander Brandenburgs, der Beelitzer Sander, aus. Während dessen flachwelliger Sanderkegel die Zauche in weiten Teilen bestimmt, ist der Nord- und Ostteil stärker reliefiert, da hier Moränenkuppen mit dem Sander verzahnt sind. Die überwiegend trockenen Böden bestehen aus Geschiebe, Geschiebemergel und Sand.

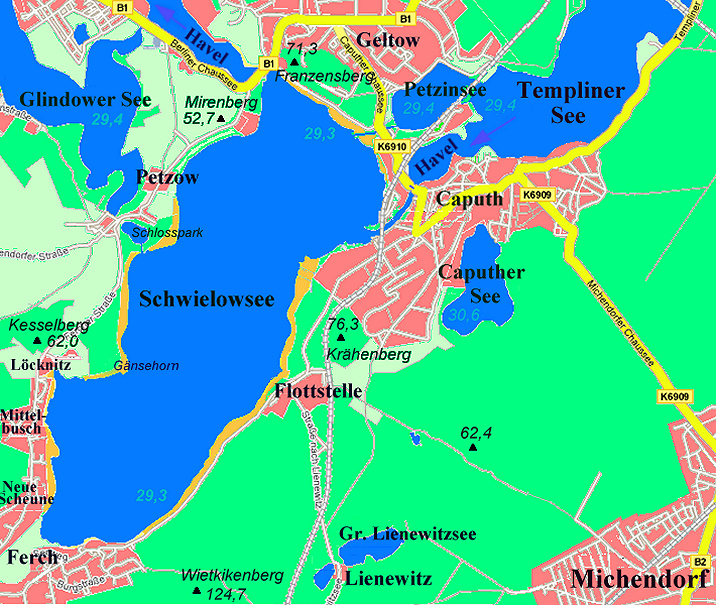
Der Wietkiekenberg im Potsdamer Wald- und Seengebiet

Wie die nahezu gesamte Zauche prägen auch den Wietkiekenberg monotone Kiefernforste in Form von strukturarmen Altersklassenwäldern.
Insbesondere die Bewirtschaftung in den DDR-Jahren führte zu eintönigen Kiefern-Monokulturen. Eine 2005 gebildete Forstbetriebsgemeinschaft will den Wald umbauen und in artenreiche Mischwälder aus Eichen, Linden, Buchen, Ahornen und anderen Arten der potenziell natürlichen Waldgesellschaft überführen. „An Wegen, die zum Wietkiekenberg hinaufführen, sollen auf einer Länge von 4 Kilometern regelrechte Alleen aus Laubbäumen entstehen. Kastanie, Ahorn und Holzbirne sollen zum Einsatz kommen, natürlich muss dafür auch ein „Verbissschutz“ gegen hungriges Damwild her.“ Entlang einiger Wege sind Benjeshecken geplant, die mit Schlehdorn, Holunder und Brombeeren bepflanzt werden sollen. Erste sichtbare Erfolge der Waldsanierung, die neben ökologischen aus touristischen Gründen erfolgt, werden nach fünf bis zehn Jahren erwartet. Für die Wiederherstellung des Mischwaldes werden mindestens sechzig Jahre veranschlagt.

## Gipfelturm

### Alter Feuerwachturm

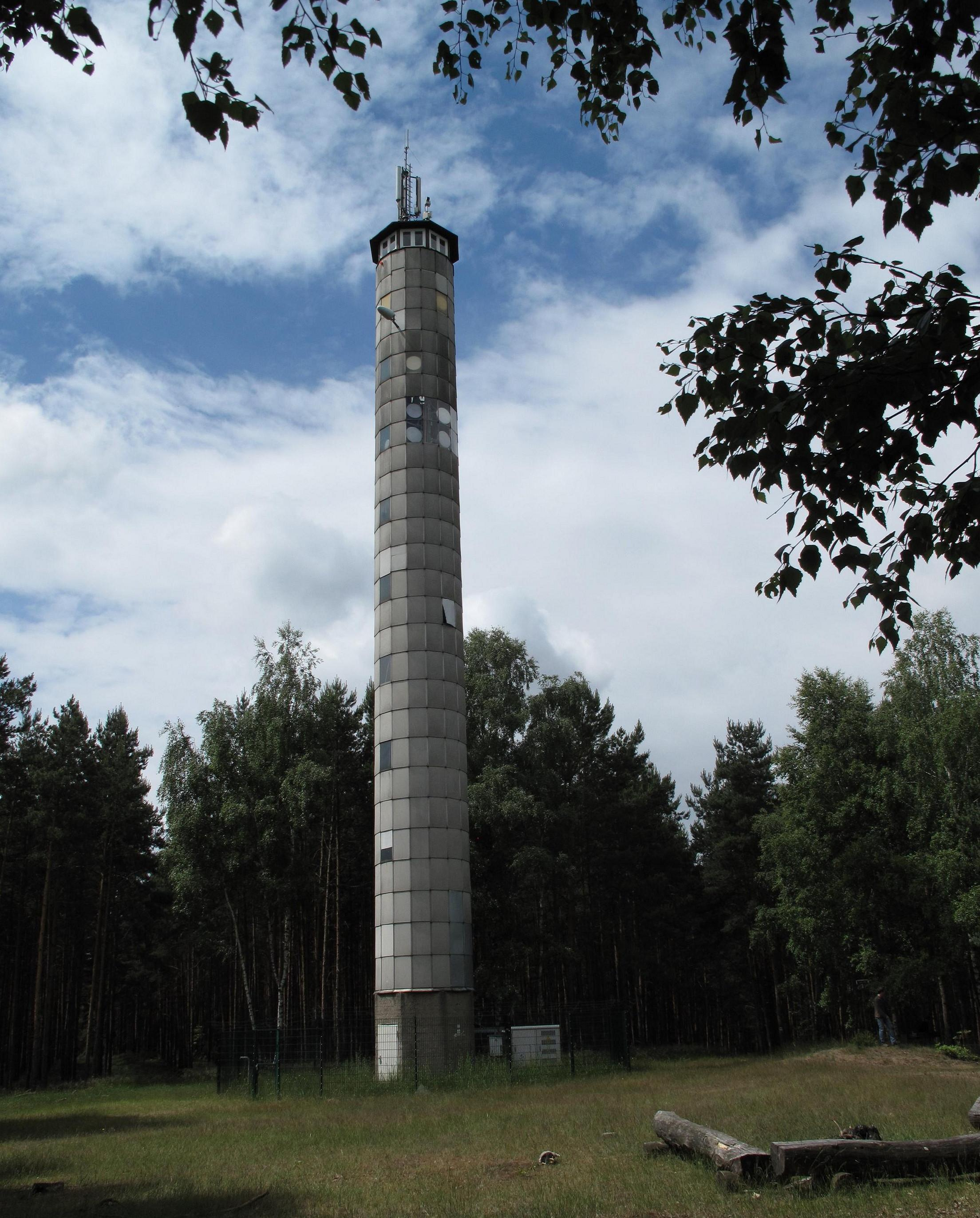
Alter nicht mehr vorhandener Feuerwachturm

Der aus der DDR-Zeit stammende Feuerwachturm auf dem Berggipfel hatte eine Höhe von 30 Metern und war öffentlich nicht zugänglich. Bis 2007 beobachteten Forstleute den Wald aus einer kleinen Kammer an der Spitze der Stahlkonstruktion. Da der Turm bei starkem Wind bis zu einem Dreiviertelmeter in jede Richtung schwankte, kam die Arbeit nicht für jeden Forstmitarbeiter in Frage. 2007 übernahm deshalb eine Kamera mit Automatischem Waldbrand-Frühwarnsystem die Überwachung. Bei Rauchwolken im Umkreis von mindestens zehn Kilometern löste die Kamera sofort Alarm aus und sendete die Fotos zum Amt für Forstwirtschaft in Belzig, in dem die notwendigen Maßnahmen bis hin zur Brandbekämpfung veranlasst wurden.

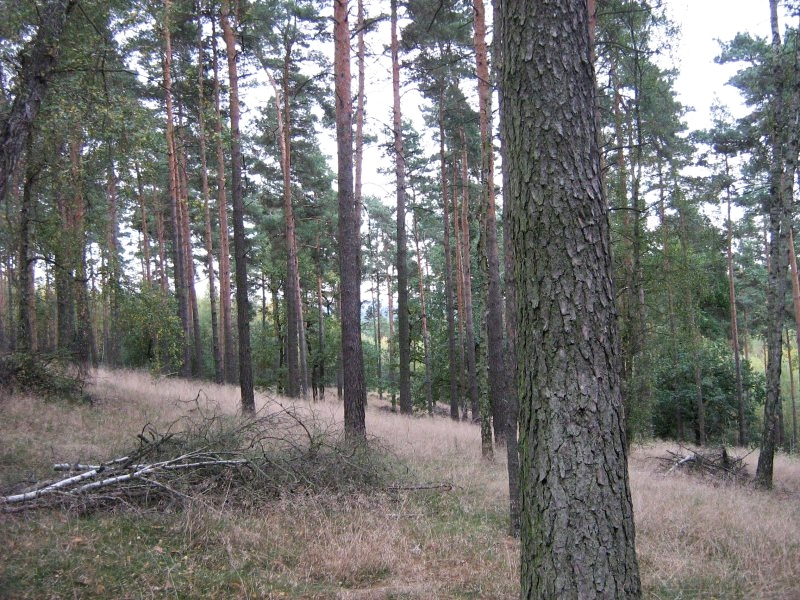
Lichtes Kiefernaltholz am Wietkiekenberg

Da die oft trockenen Kiefernwälder auf den kargen Zaucheböden besonders waldbrandgefährdet sind, hatte der Turm eine sehr große Bedeutung für den Waldschutz. Trotz seiner Warnungen konnte der Wald nicht immer bewahrt werden. So vernichtete 1976 ein Feuer, das am 26. Tag der Waldbrandwarnstufe IV in Folge ausbrach, 365 Hektar der Waldbestände:

„Am 10. Mai 1976 kam es im Raum Seddin zu einem Katastrophenwaldbrand. Das Feuer wurde um 10:50 Uhr vom Feuerwachturm Wietkiekenberg (Ferch) gemeldet und konnte um 17:00 Uhr unter Kontrolle gebracht werden. Ausgangspunkt war die Bahnböschung an der Strecke der Reichsbahn Seddin–Belzig, nahe der Adlerbrücke bei Neuseddin. Eine haltende Lokomotive hat extrem viel Rauch – mit Funkenflug – ausgestoßen, in dessen Folge es zum Brand kommt. Der Brand zündete sowohl in der trockenen Streu als auch im Kronenbereich der 45- bis 51-jährigen Kiefern. Vom Feuer vernichtet wurden 365,33 ha Wald. Die größte Länge der Brandfläche betrug 4750 m, die größte Breite 1500 m.“

### Neuer Turm

#### Planungen Aussichtsturm
Entgegen seinem Namen bietet sich vom Wietkiekenberg keine weite Sicht, da der Gipfel von Bäumen gesäumt ist. Um die Sicht auf den Schwielowsee oder über die Zauche zu ermöglichen, war seit der Jahrtausendwende in der Diskussion, einen neuen kombinierten Aussichts-Forstwachturm zu bauen.
Der Künstler Thomas Gerdesmann, 1999 Initiator des Turmwettbewerbs „Belvedere Wietkiekenberg“, entwarf 2001 im Rahmen seines Projekts „Preußen-Achse“ eine Skizze für einen „Europa-Turm“ auf dem Wietkiekenberg. Die Preußen-Achse sollte nach Gerdesmanns Vorstellungen im Grundthema Eurokulturlandschaft den geographischen Raum Europas ideell erfassen und ein „Grundelement für ein neuartiges Instrument der Kommunikation und Raumplanung im Sinne der Einheit Europas“ bilden. 2009 legte das Brandenburger Innenministerium Pläne für einen 55 Meter hohen Betonmast vor, an dessen Spitze die Überwachungskameras installiert werden sollen. Der Turm wird von Lokalpolitikern als katastrophal für das Landschaftsbild abgelehnt. Stattdessen plädieren die Lokalpolitiker und Tourismusexperten dafür, den Mast in den offenen, mit einer Aussichtsplattform versehenen Hummel-Turm zu integrieren, mit dessen Entwurf das Architekturbüro Hummel im Jahr 2000 den Turmwettbewerb des Kulturforums Schwielowsee gewonnen hatte.
Das Land Brandenburg als Bauherr entschied sich letztlich für den Betonmast, der zudem für das neue Digitalfunknetz der Behörden und Organisationen mit Sicherheitsaufgaben (BOSNet) vorgesehen ist. Der Wietkiekenberg soll einer von zwölf Funkstandorten im Landkreis Potsdam-Mittelmark werden.

#### Fertigstellung
Der neue 55 Meter hohe Schleuderbetonmast wurde 2012 auf einer überdimensionierten Betonplatte errichtet, um den schon anfangs mit eingeplanten, 2014 begonnenen Ausbau zum Aussichtsturm zu ermöglichen. Eine gewinkelte Stahltreppe mit 113, nach anderen Angaben 118 Stufen führt zur 22 Meter hoch liegenden überdachten Aussichtsplattform. Am Freitag, dem 10. April 2015 wurde nach sechsjähriger Vorbereitung der Aussichtsturm auf dem Wietkiekenberg offiziell eröffnet. Gemeinsam mit dem Stellvertretenden Landrat Herrn Stein, den Ortsvorstehern Herrn Büchner, Herrn Dr. Ofcsarik und stellvertretend Herrn Grunow sowie den beteiligten Firmen konnte Bürgermeisterin Kerstin Hoppe den Aufstieg zur in ca. 150 Metern über NN gelegenen Aussichtsplattform freigeben. Der alte Feuerwachturm ist nach der Errichtung des neuen Masts inzwischen abgerissen worden.
Bei guter Sicht kann man in nördlicher Richtung über Werder blicken, im Nord-Osten sieht man Potsdam, den Fernmeldeturm auf dem Schäferberg, weiter östlich den Berliner Fernsehturm auf dem Alex, im Westen Beelitz-Heilstätten und in Richtung Westen die Gegend um Kloster Lehnin.

## Haus des Malers Hans Wacker
In der Nähe des Wietkiekenberges, in der Fercher Ringstraße 3, erwarb 1928 der Maler Hans Wacker ein Haus. Wacker war eng mit Karl Hagemeister befreundet und zählt zur sogenannten Havelländischen Malerkolonie. Wacker, der bis dahin eher bescheidene Einkünfte hatte, finanzierte das Haus sehr wahrscheinlich durch rund dreißig Van-Gogh-Fälschungen, die sein Sohn und Kunstgalerist Otto verkaufte. Die spektakulärste Kunstfälschungsaffäre des 20. Jahrhunderts endete 1932 mit der Verurteilung Otto Wackers zu einer Gefängnisstrafe von 19 Monaten und zu einer Geldstrafe von 30000 Mark. Hans Wacker, der nicht angeklagt wurde und dessen Urheberschaft an den Fälschungen nie eindeutig nachgewiesen werden konnte, lebte in dem Haus am Wietkiekenberg bis zu seinem Tod im Jahr 1958. Anschließend bewohnte seine Tochter, die Kunstmalerin Else Wacker, die 1980 in Ferch verstarb, das Gebäude.